# Baarsdorpermeer
Baarsdorpermeer is een buurtschap en droogmakerij in de gemeente Koggenland, in de Nederlandse provincie Noord-Holland.
De buurtschap is vernoemd naar het water, dat zelf weer vernoemd zou zijn geweest naar een oudere plaats die Baarsdorp genaamd was. De huidige plaats werd in 1745 genoemd als Baersdorpermeer. De buurtschap valt formeel onder het dorp Zuidermeer. De plaats is gelegen in het verlengde van dat dorp en loopt door tot Lekermeer. Het is gelegen in de Baarsdorpmeerpolder en net ten westen van de stad Hoorn. Baarsdorpermeer viel tot 1 januari 1979 onder de stede en gemeente Berkhout. Van 1979 tot 2007 behoorde het tot de gemeente Wester-Koggenland, waarin de gemeente Berkhout was opgegaan.
Baarsdorpermeer valt bijna geheel onder de binnenkom van Zuidermeer. Tot in de jaren 1980 was dat een vierde van de plaats. Hier vindt men ook de meeste huizen. Naarmate men meer van de dorpskern gaat, komt men ook meer agrarische bewoning tegen. Baarsdorpermeer kent één zijweg, die ook doodloopt op een agrarisch bedrijf.
Bij Baarsdorpermeer begint het water De Kromme Leek dat doorloopt naar Medemblik, dit water was voor de ontginning van het veengebied vanaf de vroege middeleeuwen en ook na de ontginning een belangrijk afwateringswater. Bij de gebiedsgrens met Leekermeer en Wognum kent het gebied nog de oude waaierverkaveling. Verderop is het kronkelige beloop zo veel mogelijk behouden gebleven bij de eeuwen latere ruilverkaveling.
Dorpen: Avenhorn · Berkhout · Bobeldijk · De Goorn (gemeentehuis) · Grosthuizen · Hensbroek · Obdam · Oudendijk · Rustenburg · Scharwoude · Spierdijk · Ursem · Wogmeer · Zuidermeer

Buurtschappen: Berkmeer · Baarsdorpermeer · De Hulk (deels) · Kathoek · Noord-Spierdijk · Noorddijk · Noordermeer · Obdammerdijk · Oosteinde

Gehuchten: Oostmijzen · Zuid-Spierdijk
Noord-Holland: Steden en dorpen in Noord-Holland      Nederland: Provincies · Gemeenten